# 和合石火葬場
和合石火葬場（英語：Wo Hop Shek Crematorium），是一個位於香港新界粉嶺橋頭路11-13號的火葬場，1990年啟用，於2013年重建完成投入使用，面積220公頃，鄰近和合石墳場。

## 設計
火葬場設計融入大自然，以冀減輕家屬的哀愁。火葬場使用人工智能影像分析，監察遺體火化過程，縮短火化時間以減少廢氣排放。整個建築物以一條單程路環繞，以落地玻璃取代布幕作為靈堂背景，並在室外種植竹林，緩和喪禮的哀傷氣氛。靈柩會安放在升降台上，家屬按動按鈕後，靈柩將緩緩下降，並送入火化爐。相關設計獲得香港建築師學會2013年境內社區建築優異獎，和國際性的優良設計獎2014─最佳100獎。

## 歷史
和合石火葬場在2019年時，6個火化爐有3個出現損壞的情況，主要為散熱裝置出現漏水，需花費300多萬港元進行維修，其中6月26至27日更有4個火化爐需要維修。
由於火化需求日益增大，政府斥資1.74億港元在和合石墳場增建兩個新火化爐和一個禮堂，並可每年額外提供3800節火化時段，並獲得北區區議會通過。
香港新冠疫情爆發期間，由於一度出現火化爐不夠用的情況，因此2022年4月7日提前將兩個新建的火化爐投入服務，應付需求。

## 擴建
由於香港的火化需求龐大，政府計劃在和合石擴建火葬場和靈灰安置所，並選址在和合石墳場內一幅佔地2萬平方米，山巒環抱的空置土地興建，位於山谷內，有山坡屏蔽，預料不會對周邊環境產生影響。設施將引入公共環保化寶爐，供市民焚燒香燭冥鏹，亦設廢氣排放監控。新火化爐將採用煤氣作為燃料，並設置廢氣淨化裝置，確保符合環保署的空氣污染標準。同時火葬場亦將設有電腦監控火化爐運作及廢氣排放。工程將計劃引入環保設計，包括作為灌溉用途的雨水循環系統及LED照明燈等裝置。同時政府亦計劃在火葬場擴建預定地外興建和合石骨灰安置所第三期擴建工程，兩者預計於2030年建成。